# Paul Althaus Smith
Paul Althaus Smith (1900 — 13 de junho de 1980) foi um matemático estadunidense.
Smith foi um aluno de Solomon Lefschetz na Universidade do Kansas, seguindo para a Universidade de Princeton com Lefschetz na metade da década de 1920, onde concluiu seu doutorado em 1926, sendo sua tese publicada no Annals of Mathematics neste mesmo ano. Trabalhou com George David Birkhoff, com quem publicou um artigo em 1928 sobre teoria ergódica, Structure analysis of surface transformations, publicado no Journal des Mathématiques.
Foi depois professor na Universidade Columbia e no Barnard College.